# 浪子單飛
《浪子單飛》（英語：Let the Sunshine in），2014年公視人生劇展。由黃鐙輝、澎恰恰、陳秋貞、小戽斗、李登財、吳佳珊、高振鵬、邱秀英、蔡明修、高群、元六領銜主演。於2014年7月6日公視主頻播出。

## 故事大綱
阿峰的爸爸一個人在工作的工地貨櫃屋死去，兩天後才被發現。阿峰整理爸爸的遺物時，發現一本爸爸的電話連絡簿，裡頭記載的人名阿峰一個也不認識。依例應該通知爸爸的朋友們爸爸的死訊，於是阿峰開始一一跟電話簿裡頭的陌生人聯絡，這個過程卻撩撥起他對父親的好奇，他決定去拜訪電話簿裡頭的陌生人，想透過他們了解自己陌生的父親。於是，阿峰開啟了一段拼湊父親形象之旅。

## 播出時間

### 首播
| 頻道     | 所在地 | 開播日期     | 播放時間         |
| -------- | ------ | ------------ | ---------------- |
| 公視主頻 | 臺灣   | 2014年7月6日 | 週日22:00－23:30 |

### 重播
| 頻道 | 所在地 | 開播日期 | 播放時間 |
| ---- | ------ | -------- | -------- |

## 演員列表

### 主要演員
| 演員   | 角色     | 介紹 |
| 黃鐙輝 | 吳勇峰   |      |
| 澎恰恰 | 吳貴祥   |      |
| 陳秋貞 | 陳氏秋蘭 |      |
| 小戽斗 | 老警衛   |      |
| 李登財 | 酒空     |      |
| 吳佳珊 | 阿珠姨   |      |
| 高振鵬 | 老兵     |      |
| 邱秀英 | 峰媽     |      |
| 蔡明修 | 叔叔     |      |
| 高群   | 蔡先生   |      |
| 元六   | 強哥     |      |

## 製作團隊
- 導演：許榕容
- 編劇：王少君、彭子玲、林靖傑、陳思瑋
- 製作人：王童、林靖傑
- 製作公司：喜融融電影有限公司
- 編劇顧問 : 鄭耀宗
- 行政統籌 : 唐明珠
- 財務 : 顧德莎

- 製片 : 紀君穎
- 執行製片 : 張 童、陳邵愷
- 場地協助 : 張家麒
- 製片助理 : 劉凡慈、蔡孟言、呂慧恬
- 實習生 : 陳昭宏、林德熙
- 選角 : 陳家瑋

- 導演 : 許榕容
- 副導 : 陳思瑋、林峻賢
- 場記 : 施建宇

- 美術指導 : 鄭嘉偉
- 美術組 : 周祈達、高瑋辰、鄭子雄
- 造型師 : 劉孝瑜
- 化妝師 : 朱怡靜
- 造型組 : 曾詠嵐

- 攝影師 : 鄭沛民
- 攝影大助 : 王耀輝
- 攝影二助 : 許家豪
- 攝影三助 : 黃俊淵
- 燈光師 : 楊世光
- 燈光組 : 施岑諺、張旭志、許佑梧
- 收音師 : 薛易欣
- 收音組 : 李東杰、錢 誠
- 場務領班 : 李健群
- 場務組 : 龔伯軒

- 劇照 : 江靜思
- 剪接 : 林靖傑
- 聲音後期 : 聲境有限公司
- 錄音/混音 : 黃年永
- 音樂 : 李宜蒼
- 影像後期 : 時間軸影像製作有限公司
- TC技師 : 洪文凱
- D1技師 : 江瑋竑
- 後期套片 : 李士育
- 分鏡繪圖 : 劉品瑜
- 片頭題字 : 林靖傑
- 片尾視覺 : 好春設計 陳佩琦

## 獲獎與提名

### 第50屆金鐘獎
| 年份 | 獲提名       | 獎項             | 結果 |
| ---- | ------------ | ---------------- | ---- |
| 2015 | 《浪子單飛》 | 電視電影獎       | 提名 |
| 2015 | 黃鐙輝       | 電視電影男主角獎 | 提名 |
| 2015 | 陳秋貞       | 電視電影女配角獎 | 獲獎 |
| 2015 | 許榕容       | 電視電影導演獎   | 提名 |

## 外部連結
- 浪子單飛Let the Sunshine in的Facebook專頁
- 公視人生劇展的Facebook專頁
- 互联网电影数据库（IMDb）上《浪子單飛》的资料（英文）

## 作品的變遷
| 公視主頻 週日22:00－23:30 | 公視主頻 週日22:00－23:30 | 公視主頻 週日22:00－23:30 |
| ------------------------- | ------------------------- | ------------------------- |
|                           | 浪子單飛 （2014年7月6日） |                           |
| －                        | －                        |                           |